# Fanie Demeule
Fanie Demeule est une écrivaine et éditrice québécoise née le 8 mai 1990 à Longueuil. 

## Biographie
Fanie Demeule naît en 1990 à Longueuil,. Elle détient un doctorat en études littéraires de l’Université du Québec à Montréal, où elle est également chargée de cours. Elle est éditrice pour les éditions Tête première et Hamac.
S’intéressant de près à l’étrange et à l’inavouable, ses récits déploient des motifs obsessionnels pour en explorer les manifestations tout à la fois exaltantes et tragiques.
En 2017, elle est l'une des cinq finalistes du Prix de la nouvelle Radio-Canada 2017 grâce à sa nouvelle inédite Camille, qui raconte une tentative de sauvetage à la suite d'une rencontre impromptue.
En 2021, elle bénéficie d'une résidence de création à Havre-Aubert, aux Îles de la Madeleine, pour débuter l'écriture de Dents de fortune,.
En 2022, son roman Mukbang est finaliste au Prix littéraire des collégiens.

## Œuvres

### Romans
- Déterrer les os, Montréal, Hamac, 2016, 118 p. (ISBN 9782894488713)
  - Lightness, Linda Leith Publishing, 2020 (ISBN 9781773900520) (traduction anglaise par Anita Anand)
- Roux clair naturel, Montréal, Hamac, 2019, 162 p. (ISBN 9782897910303)
- Mukbang, Montréal, Tête Première, 2021, 224 p. (ISBN 9782925035459)
- Bagels (ill. Amélie Dubois), Montréal, Hamac, 2021, 72 p. (ISBN 9782925087366)
- Dents de fortune, Montréal, Hamac, 2024, 320 p. (ISBN 9782925311577)
- Du ventre des montagnes, Montréal, Québec Amérique, 2025, 360 p. (ISBN 9782764454732)

### Nouvelles
- Je suis celle qui veut sauver sa peau, Montréal, Hamac, 2022, 176 p. (ISBN 9782925087786)

### Ouvrages collectifs
- « St Kilda », dans Monstres et fantômes (dirigé par Stéphane Dompierre), Montréal, Québec Amérique, 2018 (ISBN 9782764436608), p. 27-49
  - Réédition St Kilda, Québec Amérique, 2020.
- « Le jet », dans Stalkeuse (sous la direction de Joyce Baker), Montréal, Québec Amérique, 2019 (ISBN 9782764437964), p. 59-68
- « Alliage », dans Folles frues fortes (sous la direction de Marie Demers), Montréal, Tête première, 2019 (ISBN 9782924207970), p. 87-99
- « Medieval dick », dans Projets P : quinze femmes parlent de pénis (sous la direction de Karine Glorieux), Montréal, Québec Amérique, 2020 (ISBN 978276444189-3), p. 17-30
- « Tolbooth Wynd », dans Se faire éclaté·e (sous la direction de Nicholas Dawson, Pierre-Luc Landry  et Karianne Trudeau Beaunoyer), Montréal, Nota bene, 2021 (ISBN 9782895187493), p. 73-84
- « Reliques », dans Condoléances (sous la direction de Catherine Côté et Audrey Boutin), Montréal, Québec Amérique, 2021 (ISBN 9782764441541), p. 139-151
- « Wake », dans Épidermes (sous la direction de Sophie-Anne Landry et Mattia Scarpulla), Montréal, Tête première, 2021 (ISBN 9782925035428), p. 13-24
- « Comment ça va ? », dans Maganées (sous la direction de Vanessa Courville), Montréal, Québec Amérique, 2021 (ISBN 9782764445105), p. 9-28

### Édition
- Cruelles, Tête première, 2020.

## Adaptations
Le roman Déterrer les os est adapté au théâtre en 2018 par Gabrielle Lessard, ainsi qu'en court métrage par Miryam Charles sous le titre Au crépuscule. Aussi, son roman Mukbang, est adapté en série par Babel Films et ICI tou.tv en 2025  et réalisé par Kevin T. Landry.

## Prix et honneurs
- 2017 : Finaliste (préliminaire) au Prix des Libraires, catégorie Roman-Nouvelles-Récit pour Déterrer les os[12]
- 2020 : Finaliste (préliminaire) au Prix des Libraires, catégorie Roman-Nouvelles-Récit pour Roux clair naturel[12]
- 2022 : Lauréate du prix Jacques-Brossard pour Mukbang et Highlands[13]
- 2022 : Lauréate du Prix des Horizons imaginaires pour Highlands[13]
- 2022 : Finaliste au Prix littéraire des collégiens pour Mukbang[8]